# Lindsay Frimodt
Lindsay Frimodt (Sacramento, California, 28 de marzo de 1981) es una modelo estadounidense que hizo parte del espectáculo de moda anual organizado por Victoria's Secret en 2002 y 2003. Como modelo ha trabajado para clientes como Donna Karan, Michael Kors, Giorgio Armani, Narciso Rodriguez, Zac Posen y Calvin Klein, y ha aparecido en las páginas de publicaciones como Elle, Marie Claire y Vogue.
Apareció en el vídeoclip de la canción de Justin Timberlake "I'm Lovin' It", y en el vídeo de la canción "Lealy Nahary" de Amr Diab.

## Vida personal
En marzo de 2012 se anunció que Frimodt tenía una relación sentimental con el actor Seann William Scott, popular por su papel de Steve Stifler en la serie fílmica American Pie. En enero de 2013, Us Weekly reportó la ruptura de la pareja.